# Tom Kühnhackl
Tom Kühnhackl (* 21. Januar 1992 in Landshut) ist ein deutscher Eishockeyspieler, der seit Juni 2023 bei den Adler Mannheim aus der Deutschen Eishockey Liga (DEL) unter Vertrag steht und dort auf der Position des rechten Flügelstürmers spielt. Zuvor verbrachte Kühnhackl über zehn Jahre in Nordamerika und gewann dabei mit den Pittsburgh Penguins aus der National Hockey League (NHL) in den Jahren 2016 und 2017 den Stanley Cup.
Kühnhackl hat im Juniorenbereich mehrfach für die deutsche Nationalmannschaft bei internationalen Turnieren gespielt und feierte 2016 seinen Einstand in der A-Nationalmannschaft. Er ist eines von drei Kindern des ehemaligen deutschen Eishockeyspielers und Mitgliedes der IIHF Hall of Fame, Erich Kühnhackl.

## Karriere
Nachdem Kühnhackl in der Saison 2007/08 im Nachwuchsteam des EV Landshut in der Deutschen Nachwuchsliga (DNL) in 33 Spielen 42 Scorerpunkte verzeichnet hatte, wurde er vom damaligen Trainer Mike Bullard zur Vorbereitung auf die Saison 2008/09 in die Profimannschaft, die in der 2. Bundesliga beheimatet war, berufen. Nach einer guten Leistung in den Vorbereitungsspielen schaffte er den Sprung ins Profiteam, wobei er während der Saison auch im DNL-Team aushalf. Kühnhackl spielte darüber hinaus in der U17-Nationalmannschaft.
Am 20. März 2009 erhielt er im Rahmen des Playoff-Spiels gegen den EV Ravensburg den Alois-Schloder-Pokal als bester Nachwuchsspieler der Saison 2008/09. Während des CHL Import Draft wurde Kühnhackl an 24. Stelle von den Verantwortlichen der London Knights aus der Ontario Hockey League (OHL) ausgewählt. Diese gaben die Transferrechte des Deutschen jedoch direkt an den Ligakonkurrenten Windsor Spitfires ab. Außerdem spielte Kühnhackl bei der U18-Junioren-Weltmeisterschaft 2009 für das deutsche Team.

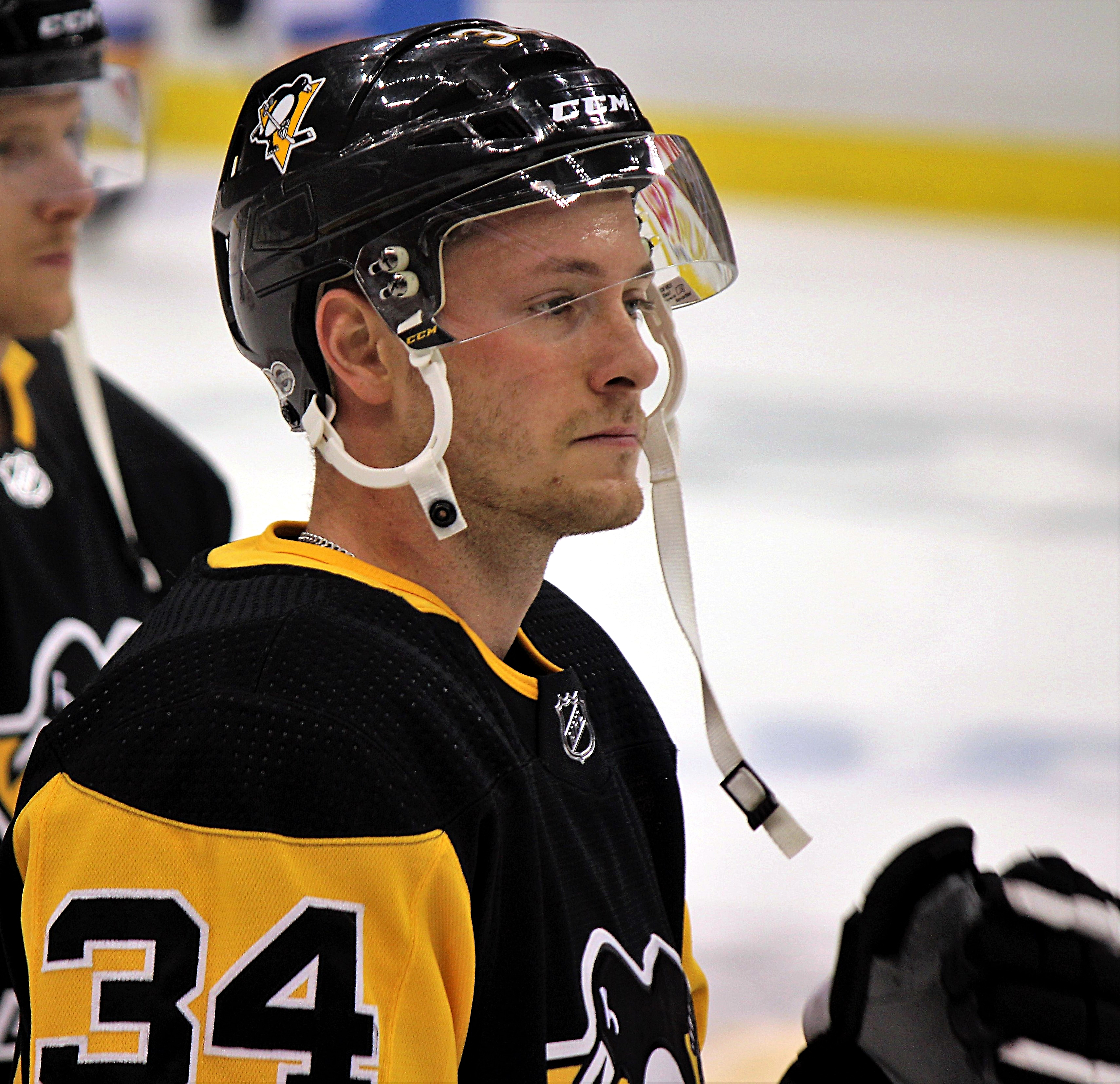
Kühnhackl im Trikot der Pittsburgh Penguins (2017)

Mitte Juli 2009 wurde Kühnhackl mit einer Förderlizenz ausgestattet, mit der er neben seinem Zweitliga-Stammverein Landshut Cannibals auch für die Augsburger Panther aus der Deutschen Eishockey Liga (DEL) spielberechtigt war. Während der Saison 2009/10 spielte Kühnhackl hauptsächlich für die Cannibals und konnte die guten Leistungen aus der Vorsaison bestätigen. Bei den Augsburger Panthern kam er darüber hinaus auch erstmals in der höchsten deutschen Spielklasse zum Einsatz und verzeichnete vier Einsätze. Daneben trat er erneut für die deutsche Nationalmannschaft bei der U18-Junioren-B-Weltmeisterschaft 2010 an. Nach Ablauf der Saison wechselte Kühnhackl nach Nordamerika in die kanadische Juniorenliga OHL zu den Windsor Spitfires.
Der talentierte Rechtsaußen wurde im Central Scouting Report in der Kategorie der internationalen Nachwuchsspieler an achter Stelle eingestuft. Am 26. Juni 2010 wurde der Linkshänder in der vierten Runde an 110. Stelle des NHL Entry Draft 2010 von den Pittsburgh Penguins ausgewählt. Laut kanadischer Fachzeitschrift The Hockey News zählt Kühnhackl zu den fünf besten Spielern seines Jahrgangs, die erst an hinterer Stelle gedraftet wurden, obwohl sie vermutlich genug Talent für eine erfolgreiche NHL-Karriere besitzen. In diesem Sinne sei Kühnhackl als „Draft-Schnäppchen“ zu begreifen, da er für einen so spät gezogenen Spieler relativ begabt sei. Am 22. März 2011 unterzeichnete er einen Dreijahres-Einstiegsvertrag bei den Pittsburgh Penguins. In den Playoffs der OHL-Saison 2010/11 erreichte Kühnhackl mit den Spitfires das Finale der Western Conference, in dem das Team gegen den späteren Meister Owen Sound Attack ausschied. Tom Kühnhackl war dabei mit 23 Scorerpunkten drittbester Playoff-Scorer, hinter Owen Sounds Rob Mignardi und Joey Hishon.
Die Saison 2011/12 begann Kühnhackl wiederum bei den Windsor Spitfires in der OHL, die ihn am 2. November 2011 gemeinsam mit einem Zweitrunden-Wahlrecht im CHL Import Draft 2013 im Austausch für Phillip Di Giuseppe, Jaroslav Pavelka, Niagaras Zweitrunden-Wahlrechte im CHL Import Draft 2012, 2014 und 2015 sowie dem Erstrunden-Wahlrecht im CHL Import Draft 2013 zu den Niagara IceDogs transferierten. Am 4. November 2011 checkte der deutsche Außenstürmer bei seinem zweiten OHL-Einsatz für die IceDogs in einer Partie gegen die Kitchener Rangers den gegnerischen Verteidiger Ryan Murphy hart. Durch die Aktion erlitt Kühnhackls Gegenspieler eine Gehirnerschütterung. Als Konsequenz erhielt der Stürmer im Spiel eine Fünf-Minuten- und eine Spieldauer-Disziplinarstrafe, nach dem Spiel wurde Kühnhackl bis auf unbestimmte Zeit vom Spielbetrieb der OHL ausgeschlossen. Am 8. November 2011 wurde schließlich die Entscheidung der Liga bekanntgegeben, eine Sperre von 20 Spielen für die laufende Saison zu verhängen. Auf der Liga-Website wurde am Tag der Sperre ein Video veröffentlicht, das die Spielsituation zeigt und die Faktoren für die gewählte Sperre darstellt.
Im Sommer 2012 wechselte Kühnhackl zu den Wilkes-Barre/Scranton Penguins aus der American Hockey League (AHL). Zusätzlich zu den Spielen in der AHL wurde der Stürmer dort auch im Farmteam Wheeling Nailers in der ECHL eingesetzt. Am 2. Dezember 2012 erlitt er eine Schulterverletzung, die gleichzeitig das Saisonende bedeutete. Im Januar 2016 rückte er in die National Hockey League (NHL) zu den Pittsburgh Penguins auf und konnte sich anschließend im NHL-Aufgebot etablieren. Im Februar 2016 schoss er im Spiel gegen die Tampa Bay Lightning während einer Unterzahlsituation sein erstes Tor in der höchsten Spielklasse Nordamerikas, bevor sein Vertrag bei den Penguins im folgenden Monat um zwei weitere Jahre verlängert wurde. Am Ende der Saison 2015/16 gewann der Angreifer mit den Penguins den Stanley Cup und wurde damit zum erst dritten Deutschen – nach Uwe Krupp und Dennis Seidenberg –, dem dies gelang. Den Titelgewinn konnte Kühnhackl im Jahr darauf mit dem Team wiederholen.
Nach der Saison 2017/18 erhielt Kühnhackl allerdings keinen neuen Vertrag bei den Penguins, sodass er als Free Agent im Juli 2018 einen Einjahresvertrag bei den New York Islanders unterzeichnete. Dort begann er die Spielzeit zunächst im Farmteam Bridgeport Sound Tigers, allerdings wurde er alsbald in den NHL-Kader berufen. Im Juni 2019 wurde sein auslaufender Vertrag um ein Jahr verlängert, nicht jedoch im Oktober 2020, sodass er die Spielzeit 2020/21 im Rahmen eines auf die AHL beschränkten Vertrages in Bridgeport verbrachte. Anschließend kehrte er im Sommer 2021 nach Europa zurück, indem er sich im August 2021 Skellefteå AIK aus der Svenska Hockeyligan (SHL) anschloss. Mit Skellefteå erreichte er im Verlauf der Saison 2022/23 die Finalserie, verließ den Klub aber im Anschluss und erhielt in der Folge einen Dreijahresvertrag bei den Adler Mannheim aus der Deutschen Eishockey Liga. Damit kehrte der Stürmer nach 13 Jahren in sein Heimatland und die DEL zurück, wo er zuletzt in der Saison 2009/10 für die Augsburger Panther aufgelaufen war.

### International
Am 27. August 2016 gab Kühnhackl in einem Freundschaftsspiel gegen Frankreich sein Debüt in der deutschen A-Nationalmannschaft. Wenige Tage später erzielte er im entscheidenden Spiel gegen Gastgeber Lettland beim Olympia-Qualifikationsturnier den Siegtreffer und verhalf der Mannschaft des DEB damit zur Teilnahme an den Winterspielen in Pyeongchang 2018. Im weiteren Verlauf vertrat der Angreifer sein Heimatland bei der Weltmeisterschaft 2021 und erreichte dort mit dem Team den vierten Platz, ehe er im darauffolgenden Jahr auch an den Olympischen Winterspielen 2022 in Peking teilnahm und dort in der Qualifikationsrunde für das Viertelfinale ausschied.

## Erfolge und Auszeichnungen
- 2009 Alois-Schloder-Pokal
- 2016 Stanley-Cup-Gewinn mit den Pittsburgh Penguins
- 2017 Stanley-Cup-Gewinn mit den Pittsburgh Penguins
- 2023 Schwedischer Vizemeister mit dem Skellefteå AIK

### International
- 2010 Aufstieg in die Top-Division bei der U18-Junioren-Weltmeisterschaft der Division I

## Karrierestatistik

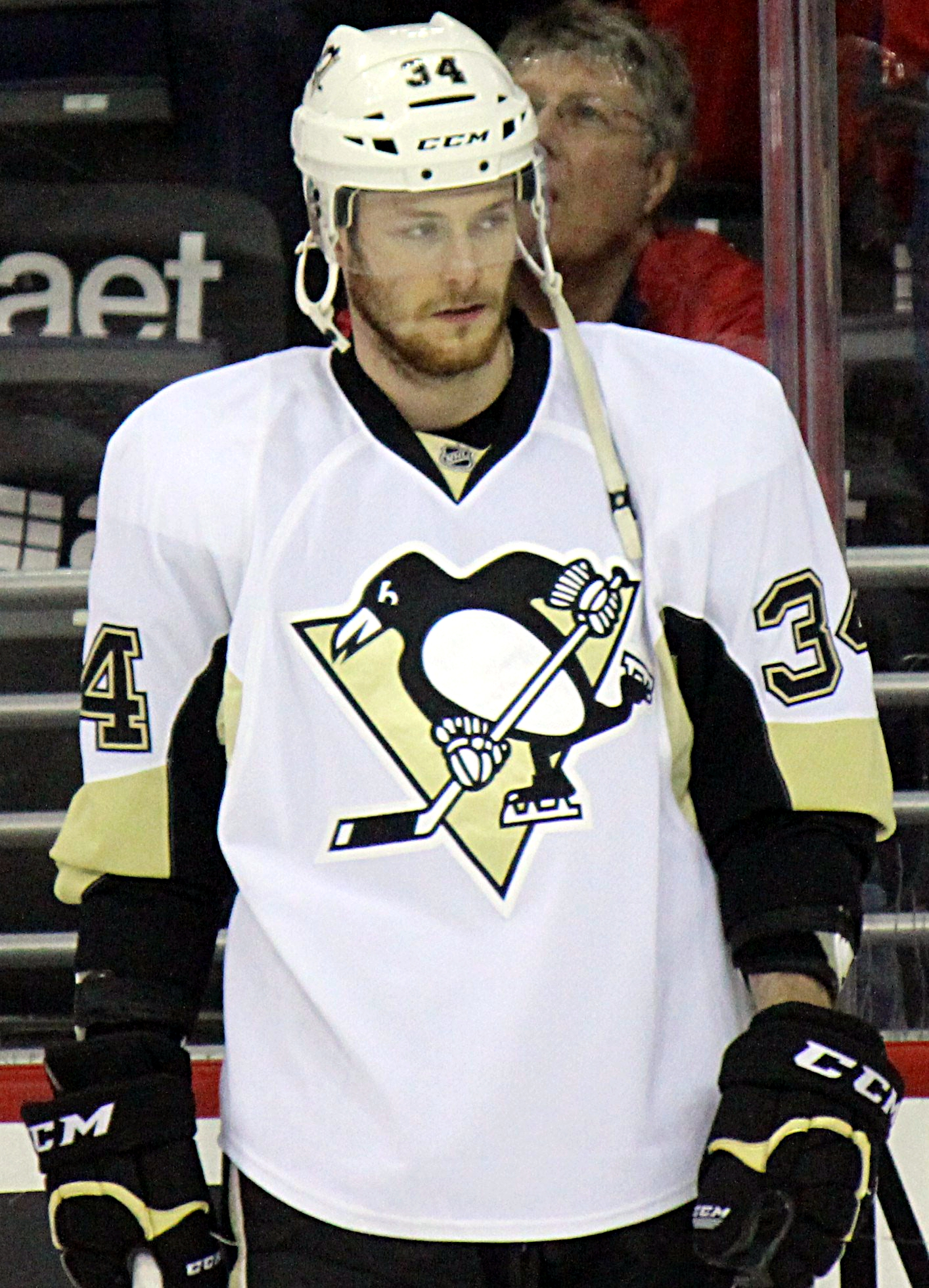
Kühnhackl als Spieler der Pittsburgh Penguins (2016)

Stand: Ende der Saison 2024/25

### International
Vertrat Deutschland bei:
| - World U-17 Hockey Challenge 2008 - World U-17 Hockey Challenge 2009 - U18-Junioren-Weltmeisterschaft 2009 - U18-Junioren-Weltmeisterschaft der Division I 2010 | - U20-Junioren-Weltmeisterschaft 2011 - Qualifikationsturnier für die Olympischen Winterspiele 2018 - Weltmeisterschaft 2021 - Olympischen Winterspielen 2022 |

(Legende zur Spielerstatistik: Sp oder GP = absolvierte Spiele; T oder G = erzielte Tore; V oder A = erzielte Assists; Pkt oder Pts = erzielte Scorerpunkte; SM oder PIM = erhaltene Strafminuten; +/− = Plus/Minus-Bilanz; PP = erzielte Überzahltore; SH = erzielte Unterzahltore; GW = erzielte Siegtore; 1 Play-downs/Relegation; Kursiv: Statistik nicht vollständig)